# Živojin Mišić
Živojin Mišić (srb. Живојин Мишић), srbski vojvoda in jugoslovanski general, * 19. julij 1855, Struganik, Srbija, † 20. januar 1921, Beograd, Srbija.
Sodeloval je v vseh oboroženih srbskih konfliktih med letoma 1876 in 1918:
- dveh osvobodilnih vojnah proti Turkom (1876, 1877-1878)
- srbsko-bolgarski vojni (1885)
- dveh balkanskih vojnah (1912, 1913)
- balkanskem bojišču (1914-1915)
- solunski fronti (1915-1918).

Posebej se je odlikoval z neverjetno drznim načrtom v bitki na Kolubari leta 1914, ko je že odpisano srbsko vojsko popeljal do zmage nad avstro-ogrskimi silami. Tedaj so ga povzdignili v vojvodo (feldmaršala).